# Lakemoor, Illinois
Lakemoor är en ort (village) i Lake County, och  McHenry County, i delstaten Illinois, USA. Enligt United States Census Bureau har orten en folkmängd på 6 030 invånare (2011) och en landarea på 13 km².